# محمدآباد میرزا
محمدآباد میرزا روستایی در دهستان محمودآبادسید، بخش مرکزی شهرستان سیرجان در استان کرمان است.
جمعیت این روستا در سال ۱۳۸۵، ۳۱۸ نفر بوده‌است.